# Cirenaica (Bologna)
La Cirenaica è una zona di Bologna, amministrativamente collocata nel quartiere San Donato-San Vitale e demarcato dalla ferrovia Bologna-Portomaggiore a sudovest e dalla direttissima Bologna-Firenze a nordest. La principale direttrice del rione è via Libia, orientata lungo un asse nord-sud e comprensiva di un sovrappasso ferroviario, che immette al quartiere San Donato e alla Fiera.

## Storia

### Cirenaica villanoviana
Già nel maggio 1913, durante i primi lavori edilizi legati alla costruzione del nuovo rione, furono rinvenute le prime di 808 tombe di cultura villanoviana, nell'area tra le attuali vie Musolesi, Bentivogli, Fabbri e Vincenzi. Si tratta delle tracce più antiche della Felsina etrusca.
Si ritiene che gli Etruschi si insediarono nell'attuale Cirenaica in quanto pianeggiante e prospiciente al fiume Savena (che allora scorreva in quest'area, mentre ora è collocato più a est). Le abitazioni villanoviane erano capanne a pianta circolare, ovale o rettangolare; i principali materiali di costruzione erano legno, paglia e mattoni crudi.
Dal 2004, nella corte di via Bentivogli 9 sono state predisposte alcune repliche di reperti archeologici e pannelli informativi colorati,  ricordando a tutti che proprio lì furono trovate tra le più antiche tracce di Bologna etrusca.

### L'edificazione del rione moderno
La costruzione del quartiere fu avviata a ridosso della guerra italo-turca del 1911-12, il cui esito fu la conquista della Libia da parte dell'Italia. Il 9 aprile 1913, il comune scelse per la strada principale del rione la denominazione di via Libia. Da quel momento, la toponomastica della zona fu dedicata alle principali città e regioni dei nuovi territori di conquista (via Tripoli, che inglobò nel suo percorso i relitti delle vie San Donato e Mondo), via Bengasi, via Derna, Via Zuara, Via Homs, Via Due Palme e Via Cirene, che diede il nome al rione (ed insieme a via Derna inglobò nel suo percorso i relitti di via Savena).
Nelle opere di edificazione ebbe un ruolo predominante la Coop. Risanamento, mentre negli anni dal 1934 e il 1937 operò principalmente l'Azienda delle Popolarissime.
Dopo la seconda guerra mondiale, l'odonomastica coloniale cedette alla memoria dei Caduti per la Liberazione di Bologna: le strade del rione (ad eccezione della centrale via Libia) furono intitolate a patrioti ed eroi della Resistenza (Giuseppe Bentivogli, Sante Vincenzi, Mario Musolesi, Paolo Fabbri, Gianni Palmieri, Massenzio Masia, Ilio Barontini, Gastone Rossi, Francesco Sabatucci).
| Nome storico  | Nome attuale            |
| ------------- | ----------------------- |
| via Rodi      | via Gastone Rossi       |
| via Tripoli   | via Paolo Fabbri        |
| via Bengasi   | via Giuseppe Bentivogli |
| via Zuara     | via Massenzio Masia     |
| via Derna     | via Sante Vincenzi      |
| via Homs      | via Gianni Palmieri     |
| via Due Palme | via Mario Musolesi      |
| via Cirene    | via Francesco Sabatucci |

## Trasporti
La Cirenaica è servita dalle stazioni ferroviarie Zanolini e Rimesse, entrambe sulla ferrovia Bologna-Portomaggiore, nonché da San Vitale, stazione di diramazione delle linee Bologna-Ancona e Bologna-Firenze (direttissima). Le stazioni sono servite dal servizio ferroviario metropolitano di Bologna.
Il rione è inoltre attraversato dalla linea urbana 37 di autobus TPER, che fornisce un ulteriore collegamento diretto con la stazione di Bologna Centrale e dalla linea urbana 60 che unisce il rione all'ospedale Sant'Orsola.

## Abitanti celebri
In questa zona ha casa il noto cantautore Francesco Guccini, il quale nel 1976 ha titolato un suo album con il proprio indirizzo, Via Paolo Fabbri 43. Tuttavia, nel 2010 Guccini ha dichiarato di passare molto tempo a Pàvana, sull'appennino tosco-emiliano, il paese dove ha trascorso l'infanzia.
In occasione del centenario del rione, celebrato nel 2013, alcune serrande dei negozi sono state decorate con i testi delle canzoni di Guccini, e un suo ritratto è stato dipinto nei pressi del passaggio a livello di Via Paolo Fabbri.
Al numero civico 104 della stessa via abitò negli anni 1956-1958 il presbitero, teologo, giurista e politico Giuseppe Dossetti.